# Confederação Brasileira de Motociclismo
A Confederação Brasileira de Motociclismo (CBM) é a entidade oficial que regulamenta o motociclismo no Brasil, sendo a entidade representativa do país na Federação Internacional de Motociclismo. Foi fundada no dia 11 de março de 1948 por Rodolfo Schmidt e Raul Brandão.
Seu atual presidente (ano de 2017) é Firmo Henrique Alves .
A CBM organiza alguns campeonatos, como o Campeonato Brasileiro de Supermoto e o Campeonato Brasileiro de Motocross PRÓ.